# Batalha

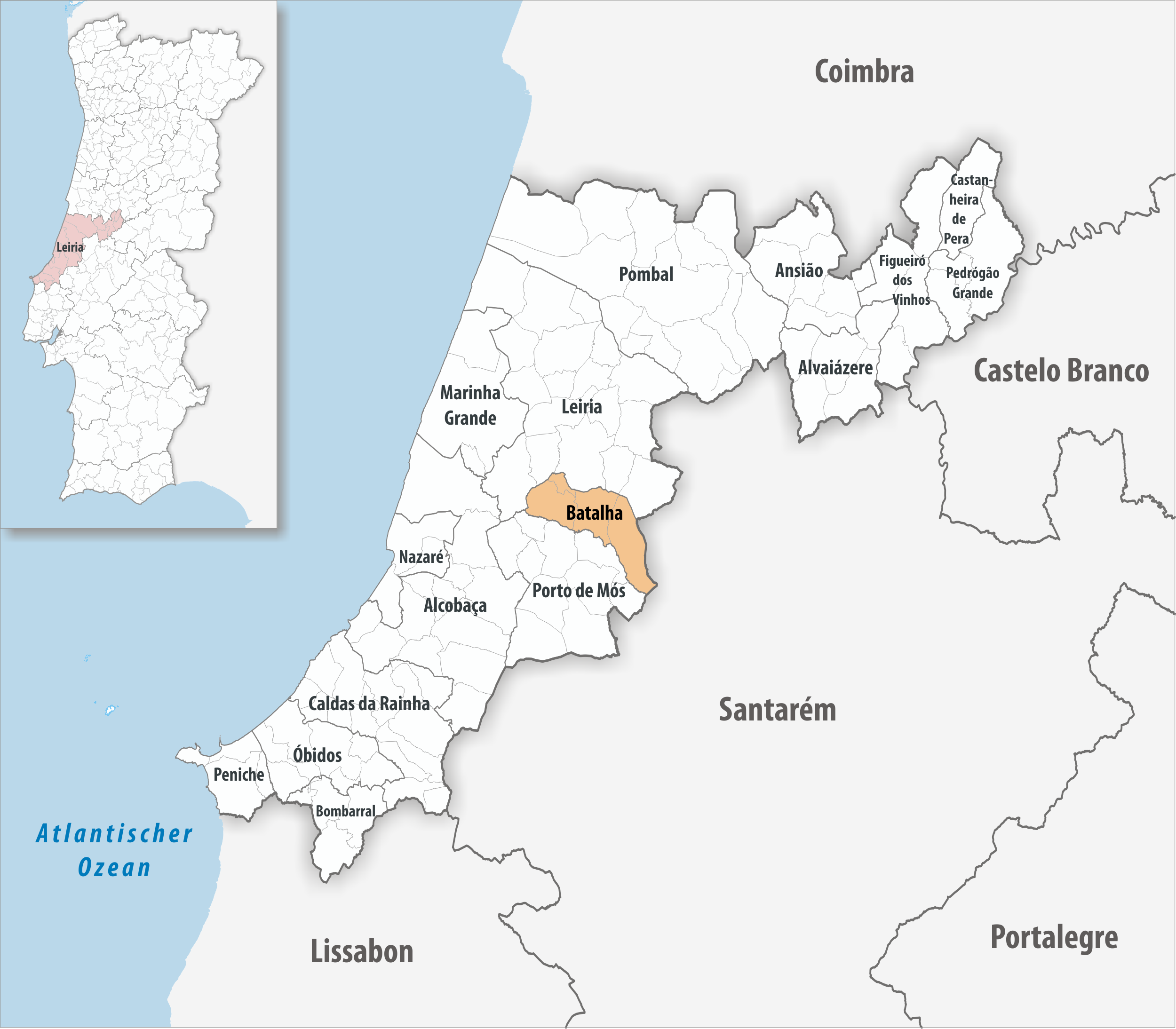
Kreis Batalha

Batalha (port. Schlacht) ist eine portugiesische Kleinstadt (Vila). Sie hat 8818 Einwohner (Stand 19. April 2021) und liegt etwa 120 Kilometer nördlich von Lissabon.
Bekannt ist sie durch das namensgebende Kloster Batalha, dem Mosteiro de Santa Maria da Vitória. Es wurde vom 14. bis  zum 16. Jahrhundert erbaut und 1983 in die Liste des UNESCO-Welterbes aufgenommen. Auch die Höhlen der Grutas da Moeda liegen im Kreisgebiet.

## Wappen
In Silber ein durchgehendes rotes Kreuz mit der Gottesmutter und dem Kind. Es wird von vier Lilienendenkreuzen bewinkelt, die schragenweise in Grün und Rot sind. Auf dem Schild ruht eine viertürmige Mauerkrone. Im weißen Band am Schildfuß der Ortsname in schwarzen Buchstaben „VILA DA BATALHA“.

## Geografie
Batalha liegt etwa 10 km südlich der Distrikthauptstadt Leiria, etwa 20 km westlich des Wallfahrtsortes Fátima, und etwa 120 km nördlich der Hauptstadt Lissabon. Ein Großteil des Kreises wird von Wäldern bedeckt, insbesondere Fichten und Korkeichen.

## Geschichte

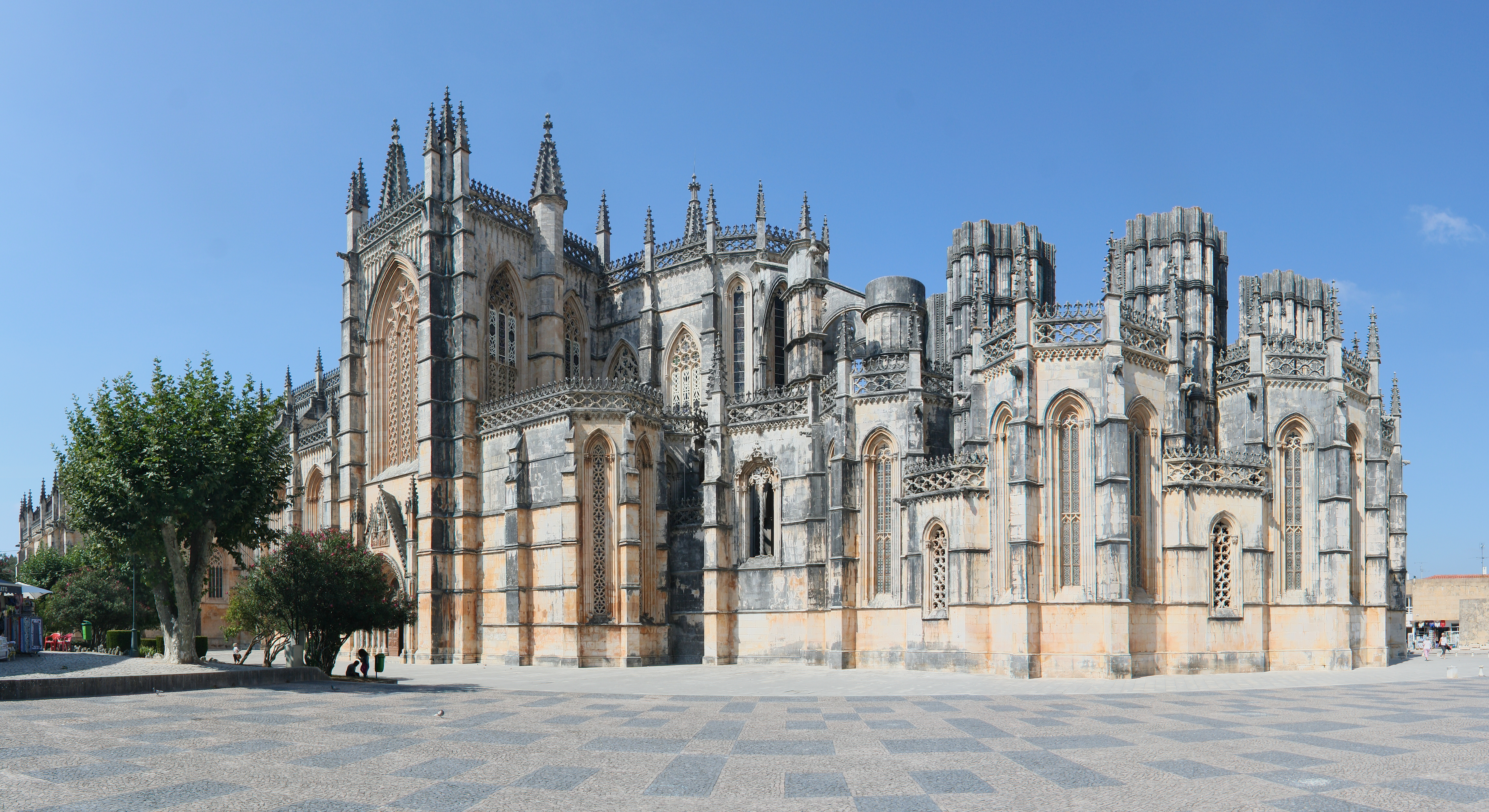
Ansicht des Klosters von Südost, rechts die „unvollendeten Kapellen“

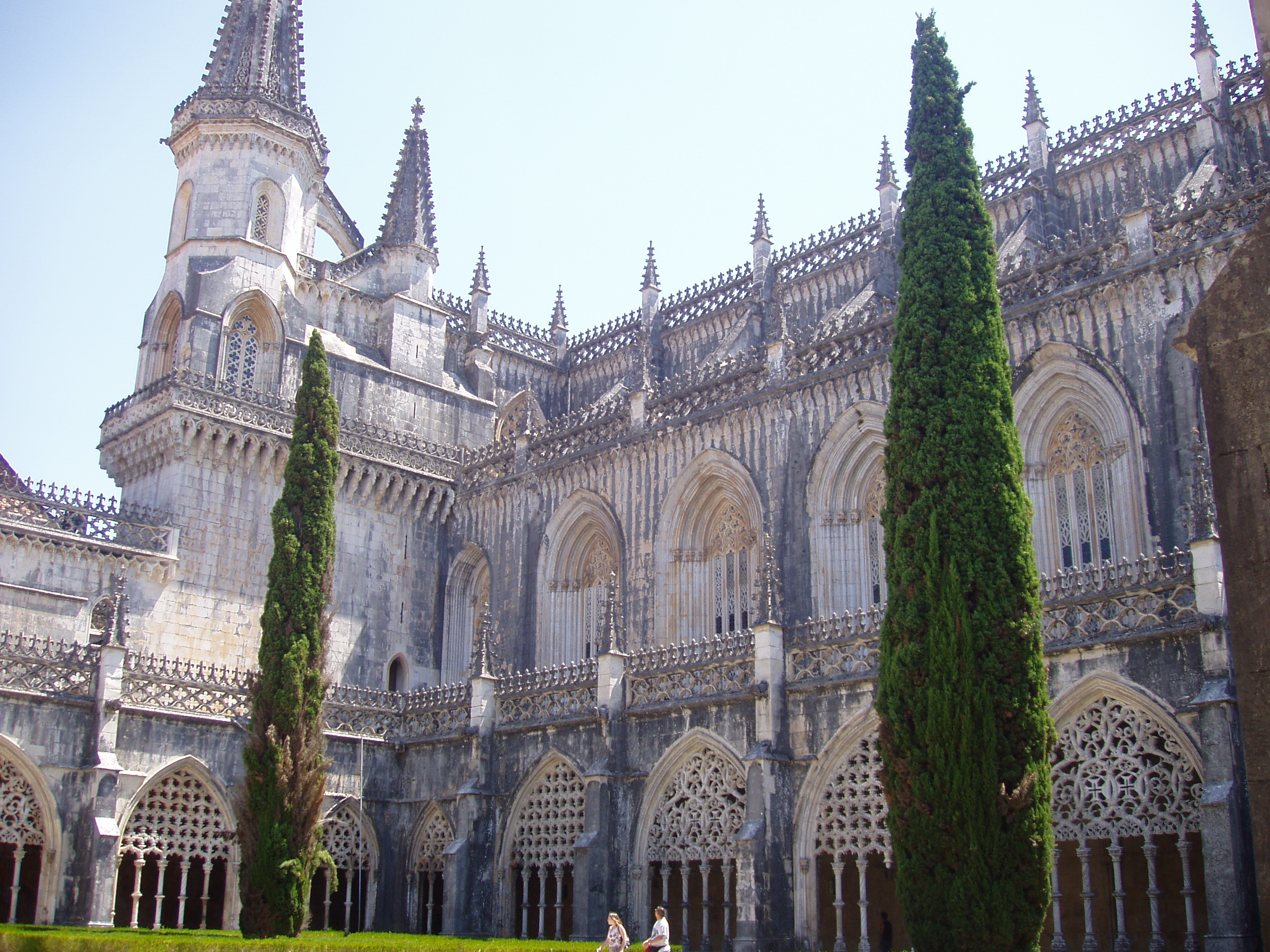
Kloster von Batalha, Kreuzgang

Funde im Kreis belegen eine Besiedlung bis zurück in die Altsteinzeit. Nahe São Sebastião de Freixo bestand später die römische Ortschaft Collipo, eine Stadt der Provinz Lusitania.
Nach der Revolution 1383 kam es zum Krieg um den portugiesischen Thron. Am Nachmittag des 14. August 1385 gingen die portugiesischen Truppen als Sieger aus der Schlacht von Aljubarrota gegen das zahlenmäßig überlegene kastilische Heer hervor, womit die Unabhängigkeit des Königreich Portugals gesichert wurde. Als Dank für den vermuteten himmlischen Beistand versprach König D. João I. die Errichtung eines mächtigen Klosters, das über mehrere Jahrhunderte erbaute, unvollendet gebliebene Kloster Batalha. Im Zusammenhang mit dessen Bau gründete der König, ausgehend von einer hier bereits befindlichen kleinen Ortschaft, die Stadt Batalha (port. für Schlacht).
Die Legende der Bäckersfrau von Aljubarrota

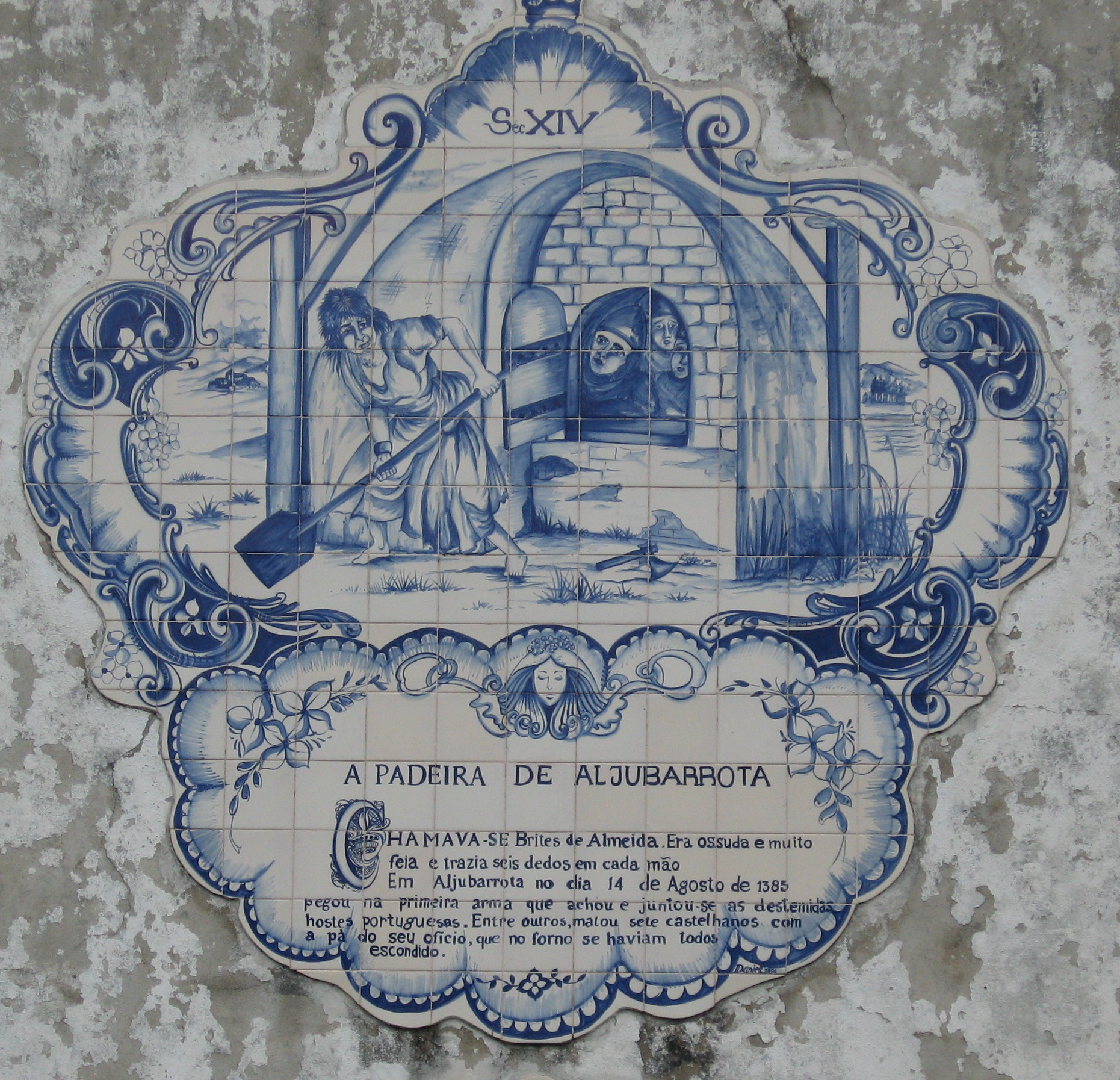
Azulejos mit der Legende der Bäckerin von Aljubarrota

Im Zusammenhang mit der Schlacht von Aljubarrota entstand die bis heute populäre Legende von der Padeira de Aljubarrota, dt.: Bäckerin von Aljubarrota. Nach ihr hielt sich die Bäckersfrau Brites de Almeida zum Zeitpunkt der Schlacht im Ort auf, während sieben Spanier vom Schlachtfeld flohen und sich im leeren Haus der Bäckerin verbargen. Bei ihrer Rückkehr fand sie die Haustür verschlossen vor, schöpfte Verdacht, und durchsuchte ihr Haus nach Eindringlingen. Sie fand die sieben Kastilier schließlich in ihrem Backofen, und scheuchte sie einzeln heraus, um sie nacheinander mit ihrem Ofenschieber totzuschlagen. Obwohl Historiker von Beginn an auf eine Legende ohne historische Belege wiesen, ist die humorvoll-patriotisch gedeutete Episode bis heute erhalten geblieben.

## Verwaltung

### Kreis Batalha
Batalha ist Verwaltungssitz eines gleichnamigen Kreises (Concelho) im Distrikt Leiria. Am 19. April 2021 hatte der Kreis 15.557 Einwohner auf einer Fläche von 103,4 km².
Die Nachbarkreise sind (im Uhrzeigersinn im Norden beginnend): Leiria, Vila Nova de Ourém, Alcanena sowie Porto de Mós.
Die folgenden Gemeinden (Freguesias) liegen im Kreis Batalha:
| Gemeinde          | Einwohner (2021) | Fläche km² | Dichte Einw./km² | LAU- Code |
| ----------------- | ---------------- | ---------- | ---------------- | --------- |
| Batalha           | 8.818            | 28,42      | 310              | 100401    |
| Golpilheira       | 1.447            | 5,06       | 286              | 100404    |
| Reguengo do Fetal | 1.907            | 28,17      | 68               | 100402    |
| São Mamede        | 3.385            | 41,77      | 81               | 100403    |
| Kreis Batalha     | 15.557           | 103,42     | 150              | 1004      |

### Bevölkerungsentwicklung
| Einwohnerzahl im Kreis Batalha (1801–2011) | Einwohnerzahl im Kreis Batalha (1801–2011) | Einwohnerzahl im Kreis Batalha (1801–2011) | Einwohnerzahl im Kreis Batalha (1801–2011) | Einwohnerzahl im Kreis Batalha (1801–2011) | Einwohnerzahl im Kreis Batalha (1801–2011) | Einwohnerzahl im Kreis Batalha (1801–2011) | Einwohnerzahl im Kreis Batalha (1801–2011) | Einwohnerzahl im Kreis Batalha (1801–2011) | Einwohnerzahl im Kreis Batalha (1801–2011) |
| ------------------------------------------ | ------------------------------------------ | ------------------------------------------ | ------------------------------------------ | ------------------------------------------ | ------------------------------------------ | ------------------------------------------ | ------------------------------------------ | ------------------------------------------ | ------------------------------------------ |
| 1801                                       | 1849                                       | 1900                                       | 1930                                       | 1960                                       | 1981                                       | 1991                                       | 2001                                       | 2004                                       | 2011                                       |
| 2.510                                      | 2.445                                      | 7.107                                      | 9.634                                      | 13.811                                     | 12.588                                     | 13.329                                     | 15.002                                     | 15.542                                     | 15.837                                     |

### Kommunaler Feiertag
- 14. August

### Städtepartnerschaften
- Trujillo in der Extremadura (Spanien), seit 1992
- Joinville-le-Pont in der Île-de-France (Frankreich), seit 2007[5]

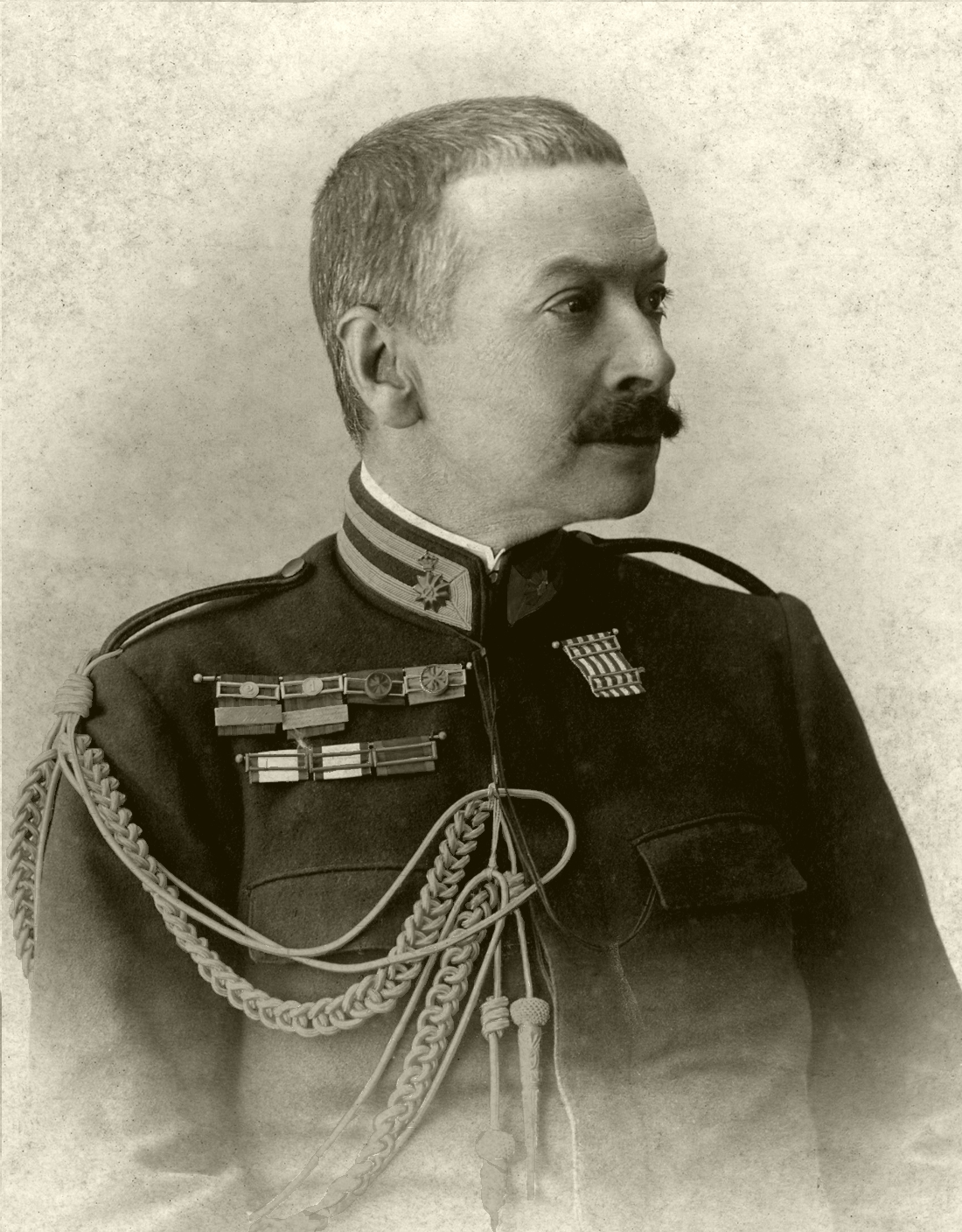
Joaquim Augusto Mouzinho de Albuquerque

## Söhne und Töchter der Stadt
- Joaquim Augusto Mouzinho de Albuquerque (1855–1902), Militär und Kolonialverwalter, besiegte König Gungunhana im heutigen Mosambik
- Moisés Espírito Santo (* 1934), Soziologe, Ethnologe und Hochschullehrer
- Rui Manuel Gens de Moura Ramos (* 1950), Jurist, Hochschullehrer, Richter an internationalen Gerichtshöfen, 2007–2012 Präsident des portugiesischen Verfassungsgerichts (Tribunal Constitucional)
- Virgílio do Nascimento Antunes (* 1961), Bischof von Coimbra
- Suzana (* 1976), Sängerin